# ホーシャム
ホーシャム（英語: Horsham）は、イングランド南東部ウェスト・サセックスにあるマーケットタウン。ウィールド地方の端を流れるアラン川の上流に位置し、非都市ディストリクトであるホーシャムの政治行政機能が置かれている。ロンドンから南へ約50km、ブライトンから北西へ約30km、チチェスターから北東へ約42km離れた位置にある。北東にはクローリー、南東にはヘイワーズ・ヒースやバーゲス・ヒルなどのタウンがある。

## 歴史
歴史を遡ると少なくとも947年には人が住み始めた文献が残されている。当初は馬の商売が行われる町として「ホース・ハム（Horse Ham）」という名がつけられており、これがなまって現在の名称になったと考えられている。ただし、世界初の土地台帳であるドゥームズデイ・ブックには記されておらず、これは単に調査官が訪れなかったか本が完成していなかったからだと言われている。
11世紀後半には地元の名士によってホーシャム城が築造されたが、1154年前後に放棄された。中世の頃には週に2回市場が開かれていた。

## 地理

### 気候
ホーシャムは、国内で最も大きな雹が降った記録が残っている。1958年9月5日にテニスボール大の雹が降り、その重さは140グラムであった。また、その落下速度は秒速100メートル（時速224メートル）と計算された。

### 地形
ホーシャムの標高は海抜50メートル。ウィールド地方の中心に位置し、北側にはノース・ダウンズ丘陵、南側にはサセックス・ダウンズ丘陵とサウス・ダウンズ丘陵が横たわっている。

## 経済
ホーシャムは家畜や羊、トウモロコシなどを扱うマーケットタウンとして発展しており、現在でもその機能は残っている。またそのほかの産業として醸造業やレンガ製造、製鉄業、印刷業などが立地していたが、現在ではそのどれも衰退してしまっている。
2014年現在の主要産業として、金融業、製薬業などが挙げられているが、ロンドンやガトウィック空港などイングランド南東部の主要な場所へ通勤する住民も多い。

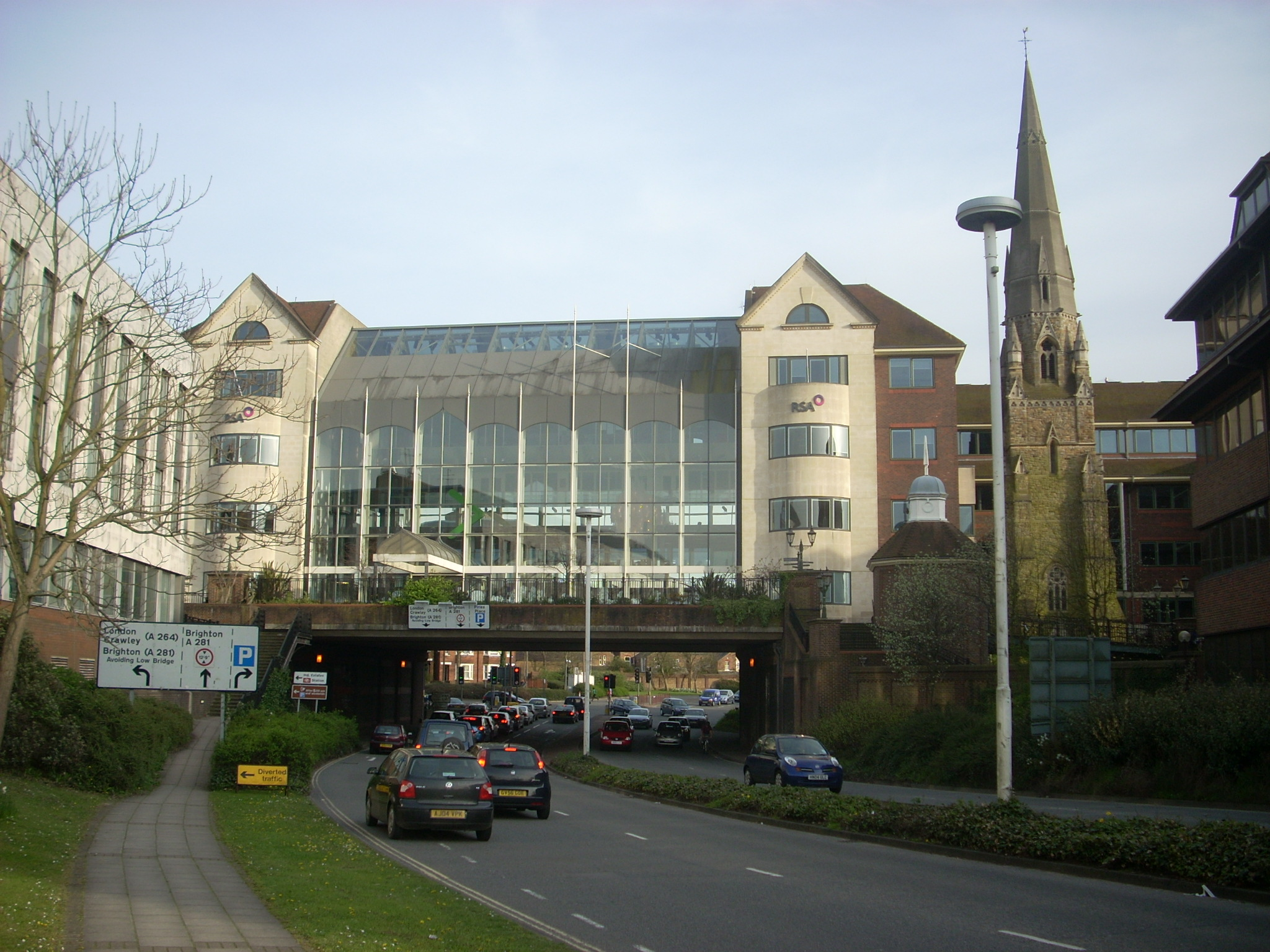
ホーシャムにあるRSA Insurance Groupのオフィス

ホーシャムには保険会社であるRSA Insurance Groupのオフィスが存在する。1965年からサン・アライアンスの大規模なオフィスが置かれていたホーシャムでは、1996年に同社がロイヤル・インシュアランスと合併し現在の社名になったのちも引き続きオフィスが置かれることとなった。このオフィスは地元の大雇用主でありピーク時には2,500名が勤務していた。
2015年まではスイスに拠点を置く製薬会社ノバルティスの工場も立地していたが、現在は閉鎖されている。
また英国動物虐待防止協会（RSPCA）もホーシャムの南にあるサウスウォーターに本部を置いている。

## 主な出身人物
- ジョリオン・パーマー - レーシングドライバー

## 姉妹都市
- レーリチ、イタリア
- ホーシャム（英語版）、オーストラリア